# Uberella denticulifera
Uberella denticulifera is een slakkensoort uit de familie van de Naticidae. De wetenschappelijke naam van de soort is voor het eerst geldig gepubliceerd in 1924 door Marwick.